# Phyllonorycter gerasimowi
Phyllonorycter gerasimowi là một loài bướm đêm thuộc họ Gracillariidae. Nó được tìm thấy ở Hungary, Thrace, miền nam và trung bộ Nga và Ukraina.
Ấu trùng ăn Malus domestica. Chúng ăn lá nơi chúng làm tổ.